# Gare de Bari-Centrale
La gare de Bari-Centrale (en italien : stazione di Bari Centrale) est une gare ferroviaire italienne, située piazza Aldo Moro au centre de la ville de Bari, capitale de la province de Bari et chef-lieu de la région des Pouilles.
Elle est mise en service en 1865 par la Société italienne des chemins de fer du sud (it). C'est l'une des treize plus grandes gares de l'Italie, gérée par Grandi Stazioni, elle est fréquentée, en moyenne, par 14 millions de voyageurs chaque année.

## Situation ferroviaire
Établie à 7 mètres d'altitude, la gare de Bari-Centrale est située au point kilométrique (PK) 648,616 de la ligne de l'Adriatique, entre les gares de Bari-Santo-Spirito (it) et de Bari-Parco-Sud (it). Gare de bifurcation, elle est l'origine de la ligne de Bari à Tarente (it).
C'est également une gare d'échange avec les réseaux : des Chemins de fer de Bari-Nord (it) ; des Chemins de fer du Sud-Est ; des Chemins de fer Appulo-Lucanes (it) (voie étroite).

## Histoire
La station de Bari est mise en service le 26 février 1865, par la Société italienne des chemins de fer du sud (it), lorsqu'elle ouvre à l'exploitation la section de Trani à Bari de sa ligne de l'Adriatique qui doit relier Ancône à Otrante. Le bâtiment voyageurs, de type station de passage, a été construit en 1864. La section suivante, de Bari à Brindisi est ouverte le 29 avril 1865.
Bari devient une gare de bifurcation avec l'inauguration de l'embranchement de Bari à Tarente le 15 septembre 1868.
Au fil des années le nombre de voies et de quais est augmenté et le bâtiment est plusieurs fois modifié, notamment en 1930 et en 1946.
Au début des années 2010, la gare, qui compte une desserte quotidienne d'environ 300 trains, voit passer 38 000 voyageurs chaque jour pour 14 millions annuellement.

## Service des voyageurs

### Accueil
Gare Grandi Stazioni, elle dispose d'un bâtiment voyageurs, avec guichets, ouvert tous les jours. Elle est notamment équipée : d'automates pour l'achat de titres de transport, d'une salle d'attente, d'une consigne à bagages et de toilettes, d'un bureau de la police ferroviaire. Des aménagements, équipements et services sont à la disposition des personnes à la mobilité réduite. Un bar, un buffet, un kiosque à journaux et un tabac sont présents en gare.
Un passage souterrain permet la traversée des voies et l'accès aux quais.

### Desserte
Bari-Centrale est une gare Trenitalia desservie par des trains grandes lignes et express.
Elle est également desservie par des trains : Ferrotramviaria (it) réseau Chemins de fer de Bari-Nord (it) ; du réseau Chemins de fer du Sud-Est ; du réseau à voie étroite Chemins de fer Appulo-Lucanes (it) ; de banlieue.

### Intermodalité
Un parking pour les véhicules est aménagé à 350 mètres. Elle est desservie par le métro de Bari, par des bus urbains et suburbains du réseau AMTAB (it) et une navette relie la gare et l'aéroport de Bari.

## Galerie

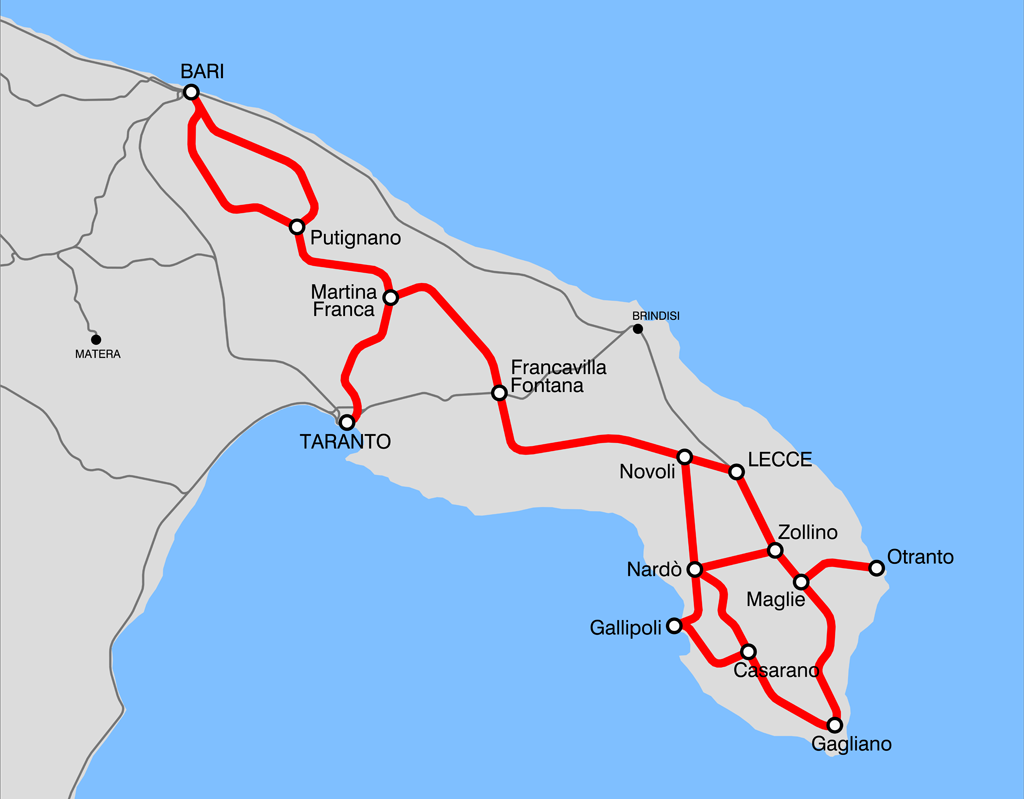
Réseau CF Sud-Est
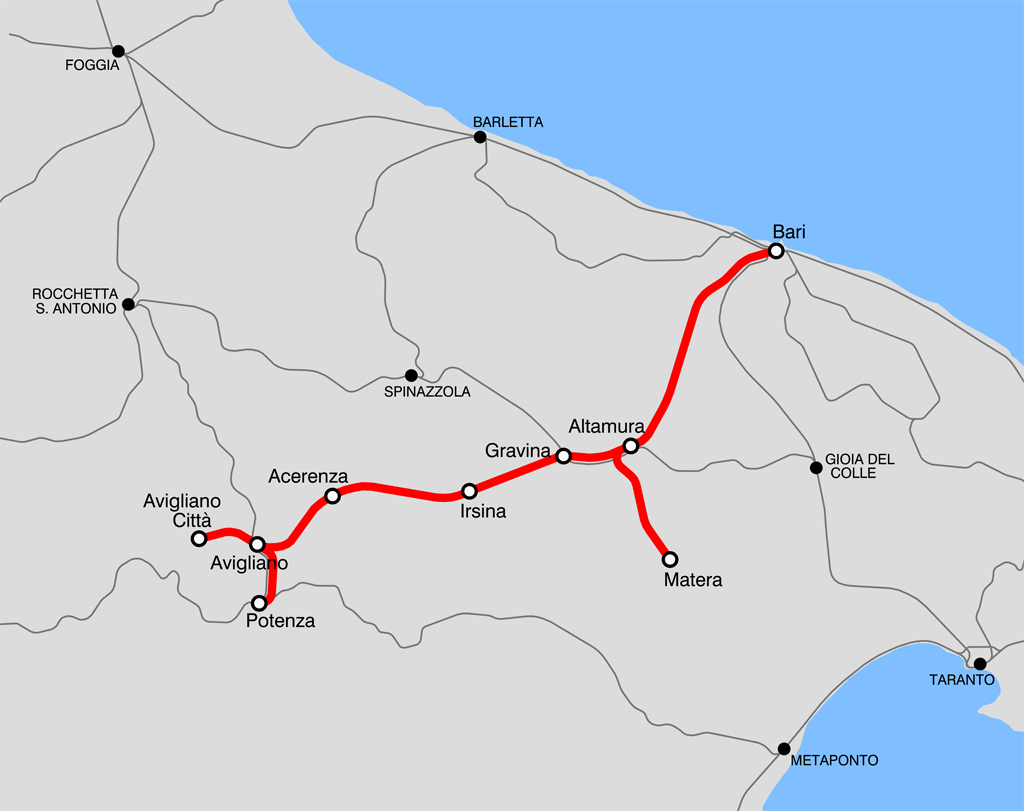
Réseau CF Appulo-Lucane